# Cayo Junio Serio Augurino
Cayo Junio Serio Augurino (en latín, Gaius Iunius Serius Augurinus) fue un senador romano del siglo II que desarrolló su cursus honorum bajo los imperios de Trajano y Adriano.

## Carrera política
Su único cargo conocido fue el de consul ordinarius en 132 bajo Adriano.

## Descendencia
Su hijo fue Cayo Serio Augurino, consul ordinarius en 156 bajo Antonino Pío.